# Torita Isaac
Torita Isaac (nascida em 5 de julho de 1995) é uma atleta paralímpica aborígene australiana. Defendeu as cores da Austrália competindo no atletismo dos Jogos Paralímpicos de Londres 2012 e obteve uma medalha de bronze. Também competiu nos Jogos da Rio 2016.